# David Firth
David Firth (født 23. januar 1983 i Doncaster, England) er en britisk såkaldt "internetstjerne", mest kendt for sit animationsarbejde, men laver også både musik og andet filmisk arbejde. Han er universitetsstudent i animation og arbejder hovedsageligt med Flash-animationer. 
Igennem sit animationsarbejde ynder David Firth at skildre den mere abstrakte, surrealistiske og dystre side af livet og får ofte inspiration fra sine drømme. De fleste af de figurer han portrætterer i sine animationer lider ofte af en form for psykisk lidelse, hvor omgivelserne også præges alt efter personen. Det univers der skabes er oftest meget dunkle og utroligt fantasifulde.
Hans streg har en del ligheder med Don Hertzfeldt i sin tynde, tændstiksmands-facon med store, udstående og sortrandede øjne, samt animationernes generelt morbide stemning.
David Firth's mest populære figurer er hovedsageligt den stærkt forstyrrede Salad Fingers, den kiksede "superhelt" Burned Face Man samt optagelserne om "bonderøven" Devvo.
Hans første animationsfilm stammer fra 1999 og hedder Jim's Story, som indeholdt 5 episoder. Hans arbejde blev først for alvor opdaget, da andet afsnit af Salad Fingers blev sat på forsiden af [Newgrounds.com] den 16. juli 2004.
Alle David Firth's film og animationer kan ses på hans hjemmeside [www.fat-pie.com], hvor man desuden også kan købe diverse fan-stuff samt få et lille indblik i David Firth's fortryllende, men dog dystre verden.

## Karriere
Salad Fingers: Seriens hovedperson og omdrejningspunkt er dette grønne, veltalende humanoide væsen kaldet Salad Fingers. Salad Fingers lever det meste af sin tid i sin egen lille drømmeverden, komplet isoleret fra sig selv, og har derfor fået sig nogle selvopdigtede fingerdukke-venner. Den mest omtalte af disse såkaldte "venner" er Hubert Cumberdale, som nok også er den af dukkerne, som Salad Fingers nærer størst sympati for, også selvom han – ifølge hovedpersonen – smager af ekskrementer og sod. Det bør også nævnes, at Salad Fingers i episode 5 har valgt at omdøbe Hubert Cumberdale til Barbara Logan Price. Den næste af Salad Fingers fingerdukker er Marjory Stewart Baxter, som eftersigende skulle smage som "solskins støv" og som også er den eneste kvindelige fingerdukke. Den tredje er Jeremy Fisher, som i 6. afsnit "Present" får Salad Fingers til at tro, at han er ved at spise sig selv. Han er dog så vidt vi endnu ved, den eneste af Salad Fingers venner, som har denne effekt på ham. Han giver også Salad Fingers en gave, som er en plastik hest, som kort herefter bliver døbt Horace Horse Collar. Herudover bør nævnes, at Salad Fingers er utroligt glad for rustne ting – især skeer – samt brændenælder og (vand)haner. Første afsnit af denne 10 episoder lange serie, kaldet "Spoons" blev lavet den 1 juli 2004 og blev kort derefter efterfulgt af endnu et afsnit kaldet "Friends" den 16. juli 2004, hvor sidstnævnte også er en af de største grunde til David Firth's arbejdes udbredelse. Efter udgivelsen af de 4 første episoder er der gået længere og længere tid imellem de nyere afsnit, men han har siden 2004 fået skabt sig en trofast fanskare, som trofast venter. Det nyeste afsnit "Cupboard" udkom den 22. september 2007.
Burned Face Man: Denne figur er lidt af en anti-helt, selvom han desperat prøver på at blive en rigtig helt. Han bliver konstant forvekslet med en homoseksuel og bliver generelt mobbet af borgerne såvel som hans største ærkefjender Bastard Man og Man Spider. I den (indtil videre) 9 episoders lange serie følger vi således Burned Face Man's desperate forsøg på at blive en helt og klare dagligdagen.
Devvo: Er en ung fyr, som kommer fra Doncaster/Hull-området i England, som er i nærheden af Sheffield og York. Hans rigtige navn er Darren Devonshire. Til gengæld for cigaretter, alkohol og småpenge lader David Firth følge ham med et kamera for at dokumentere Devvo's dagligdag. Han er en rapkæftet fyr, som oftest er set i beruset tilstand eller ude for at lede efter folk, som er større end ham selv, som han kan starte et slagsmål med. Devvo's største drøm er at blive rapper og igennem hans "berømmelse" som følge af David Firth's arbejde.